# 博德·德羅薩里奧
博德·德羅薩里奧（1943年10月1日—）是孟加拉籍天主教司鐸級樞機及聖十字架會會士及首位馬來西亞樞機和現任達卡總教區總主教。

## 生平
德羅薩里奧出生于1936年8月24日，在英屬印度英屬印度諸省巴里薩爾縣的村莊Padrishibpur。於1972年10月8日，在聖十字架會晉鐸。
1990年9月12日晉牧，並獲時任教宗若望·保祿二世任命為拉傑沙希教區主教。1995年2月3日改為出任吉大港教區主教。
2010年11月25日出任達卡總教區助理總主教以準備接替榮休的達卡總教區總主教保祿·科斯塔。於2011年10月22日，正式接替成為達卡總教區正權總主教及孟加拉主教團主席。
2016年10月9日，時任教宗方濟各在三鐘經中宣布，將於同年11月19日擢升德羅薩里奧為司鐸級樞機，領聖體之母及加拿大殉道聖人堂區司鐸銜。2017年12月23日，出任成為促進整體人類發展部成員。

## 言論

### 擢升樞機
博德·德羅薩里奧對於教宗方濟各擢升他為表示：「教宗是經過深思熟慮後，才選擇周邊地區。」他並且形容是次任命為：「既蒙受祝福，感到光榮，但亦感到緊張」。他續說：「孟加拉教會雖然細小，但也曾為普世教會作出貢獻。我為結合在這榮譽和信眾團結中的祝福感謝天主。」